# Aurora dels guarets
L'aurora dels guarets (Zegris eupheme) és una espècie de lepidòpter papilionoïdeu de la família dels pièrids (Pieridae) present als Països Catalans

## Distribució
Es troba al centre, sud i est d'Espanya, àrees muntanyoses del Marroc, Turquia, l'Aràbia Saudita, l'Iran, el Caucas, Ucraïna, zones properes al Volga, sud dels Urals, el Kazakhstan i el massís de l'Altai. A Espanya i al Marroc, hi viu la subespècie meridionalis, que es distribueix de forma local en poblacions molt separades.

## Hàbitat
Prolifera en zones rocoses, seques i amb flors (sobretot crucíferes), preferentment en marges de cultius, cultius abandonats o oliverars. L'eruga s'alimenta d'Isatis tinctoria i Hirschfeldia incana.

## Període de vol
Fa una generació a l'any. Els adults volen entre març i mitjans de juny, depenent de la localitat i l'altitud. Hiberna com a pupa.